# Shengli Hu
Shengli Hu (kinesiska: 胜利湖) är en sjö i Kina. Den ligger i den autonoma regionen Tibet, i den sydvästra delen av landet, omkring 730 kilometer nordväst om regionhuvudstaden Lhasa. Shengli Hu ligger 4 793 meter över havet. Arean är 83 kvadratkilometer. Trakten runt Shengli Hu är ofruktbar med lite eller ingen växtlighet. Den sträcker sig 10,4 kilometer i nord-sydlig riktning, och 16,6 kilometer i öst-västlig riktning.
Genomsnittlig årsnederbörd är 499 millimeter. Den regnigaste månaden är juli, med i genomsnitt 245 mm nederbörd, och den torraste är januari, med 2 mm nederbörd.